# Phil Martelli
Phil Martelli, (nacido el 31 de agosto de 1954 en Media, Pensilvania) es un entrenador de baloncesto estadounidense que ejerce en la NCAA.

## Trayectoria
- Widener University (1977-1978), (ayudante)
- Bishop Kenrick H.S. (1978–1985)
- Universidad de Saint Joseph's (1985-1995),(ayudante)
- Universidad de Saint Joseph's (1995-)